# Billaea monohammi
Billaea monohammi là một loài ruồi trong họ Tachinidae.